# Röschenberg
Röschenberg ist ein Gemeindeteil des Marktes Hohenfels im Landkreis Neumarkt in der Oberpfalz in Bayern.

## Geographische Lage
Röschenberg liegt im oberpfälzischen Jura der Südlichen Frankenalb etwa 4,5 km westlich von Hohenfels auf ca. 498 m ü. NHN südlich der Erhebung Platte (576 m ü. NHN), östlich des Adamsberges (555 m ü. NHN) und nordwestlich des Tannenberges (575 m ü. NHN). Die Einöde erreicht man von Hitzendorf aus über Gemeindeverbindungsstraße. Von Röschenberg aus führt sie weiter zum Kuglhof.

## Geschichte
Der Ortsname erscheint erstmals 1964. Die Einöde war der Gemeinde Raitenbuch zugeordnet, die zum 1. Mai 1978 nach Hohenfels eingemeindet wurde.

### Gebäude- und Einwohnerzahl
- 1970: 5 Einwohner[2]
- 1987: 1 Einwohner, 1 Wohngebäude, 1 Wohnung[3]

Heute ist ein Wohnhaus mit der Hausnummer 1 gekennzeichnet.

## Persönlichkeiten
- Fritz Schleyerbach, Handsieb-Textildrucker und Keramikmaler, * 1926[4]